# Luton Shelton
Luton George Kieshawn Shelton (Kingston, 11 novembre 1985 – Kingston, 22 gennaio 2021) è stato un calciatore giamaicano, di ruolo attaccante.
È il miglior marcatore della storia della Nazionale giamaicana, con 35 reti in 75 presenze. È inoltre l'unico calciatore ad aver segnato una quaterna all'esordio per la Giamaica, nella vittoria per 12-0 contro Saint-Martin, sfida valida per le qualificazioni alla Gold Cup 2005. È stato inoltre capocannoniere della Coppa dei Caraibi 2008.

## Biografia
Nel 2018, circa un anno dopo l'ultima partita disputata, gli è stata diagnosticata la sclerosi laterale amiotrofica (SLA). Per supportare Shelton nella sua battaglia, il governo giamaicano – nella persona di Olivia Grange, ministro per lo sport – ha donato 5 milioni di dollari giamaicani, per sostenere i costi delle cure. La simbolica consegna dell'assegno a Shelton è avvenuta ad ottobre 2018, all'Harbour View Stadium e alla presenza di Grange.
È morto il 22 gennaio 2021, all'età di 35 anni, dopo essere stato ricoverato all'Andrews Memorial Hospital a causa dell'aggravarsi delle sue condizioni di salute: dal 2017 era affetto da SLA. Era sposato con Bobbette e aveva tre figli.

## Caratteristiche tecniche
Veniva impiegato come centravanti o come ala. Dotato di grande velocità, secondo il quotidiano Dagbladet era in grado di correre i 40 metri in 4.47 secondi. Jan Erik Aalbu, dirigente del Vålerenga, lo ha descritto come un calciatore in grado di compiere «ottimi movimenti in campo e bravo a smarcarsi. Riesce a crearsi molte occasioni da gol, anche in solitaria. È bravo in fase di rifinitura e nel controllo di palla in velocità, oltre che nell'uno contro uno».

## Carriera

### Club
Ad agosto 2005, ha sostenuto un provino con il Burnley. Il trasferimento non si è però potuto concretizzare poiché al calciatore non è stato concesso il permesso di lavoro.
Il 21 febbraio 2016, gli svedesi dell'Helsingborg hanno reso noto che Shelton si sarebbe aggregato al resto della squadra per sostenere un provino. Il 17 marzo, l'Helsingborg ha comunicato d'aver ingaggiato Shelton con la formula del prestito, valido fino al 30 giugno 2006, riservandosi anche un'opzione di acquisto a titolo definitivo.
A gennaio 2007, Shelton è stato tesserato dallo Sheffield United, in cambio di circa 1.85 milioni di sterline. Ha firmato un contratto valido per i successivi tre anni e mezzo. Il debutto in squadra non è stato immediato, poiché il calciatore aveva subito un infortunio al tendine del ginocchio che gli ha impedito di mettersi immediatamente a disposizione del nuovo club. Il 31 marzo 2007 ha effettuato il proprio esordio in Premier League, subentrando a Keith Gillespie in occasione della sconfitta per 1-0 subita in casa del Bolton.
Il 24 luglio 2008, lo Sheffield United ha ceduto ufficialmente Shelton ai norvegesi del Vålerenga. Il giocatore ha firmato un contratto valido fino al 31 dicembre 2011 con il nuovo club. Ha esordito in Eliteserien in data 2 agosto: è stato schierato titolare nel pareggio casalingo per 1-1 contro il Fredrikstad, in cui ha trovato la rete in favore della sua squadra. Ha totalizzato 13 presenze e 3 reti per il Vålerenga, in questa porzione di stagione in squadra. Ha inoltre contribuito alla vittoria finale del Norgesmesterskapet 2008.
Il 25 maggio 2009, il direttore sportivo dell'Aalborg Lynge Jakobsen ha comunicato la decisione di non riscattare il giocatore, che avrebbe fatto pertanto ritorno al Vålerenga per fine prestito. Shelton aveva manifestato la volontà di restare in forza all'Aalborg.
Il 4 agosto 2011, Shelton è stato ceduto a titolo definitivo ai turchi del Karabükspor. L'11 settembre successivo ha giocato la prima partita in Süper Lig: è stato anche autore di una rete nella vittoria per 2-1 arrivata sul Sivasspor.
In difficoltà sia a livello tecnico che economico, il club non è riuscito a garante il pagamento dell'ingaggio dei calciatori, Shelton incluso.
Il 21 febbraio 2017 ha giocato l'ultima partita della sua carriera per l'Harbour View, contro il Tivoli Gardens. Nel corso di quello stesso incontro ha subito un infortunio, da cui non è mai riuscito a riprendersi. Mentre venivano eseguiti test medici per trovare una terapia efficace, gli è stata diagnosticata la sclerosi laterale amiotrofica (SLA).

### Nazionale
Shelton è stato convocato dalla Giamaica under 20 in vista del campionato nordamericano 2005. La selezione caraibica è stata eliminata al termine della fase a gironi, classificandosi al 4º posto nel proprio raggruppamento.
Il 31 gennaio 2010, contro il Canada, Shelton ha segnato il 28º gol per la Giamaica, eguagliando Paul Young come miglior marcatore della storia della Nazionale giamaicana. Il 27 novembre successivo, grazie alla doppietta realizzata ai danni di Antigua e Barbuda, è diventato il miglior marcatore assoluto della Giamaica.

## Statistiche

### Presenze e reti nei club
Statistiche aggiornate al 22 gennaio 2021.
| Stagione             | Squadra              | Campionato           | Campionato | Campionato | Coppe nazionali | Coppe nazionali | Coppe nazionali | Coppe continentali | Coppe continentali | Coppe continentali | Altre coppe | Altre coppe | Altre coppe | Totale | Totale | Totale |
| Stagione             | Squadra              | Comp                 | Pres       | Reti       | Comp            | Pres            | Reti            | Comp               | Pres               | Reti               | Comp        | Pres        | Reti        | Pres   | Reti   |        |
| -------------------- | -------------------- | -------------------- | ---------- | ---------- | --------------- | --------------- | --------------- | ------------------ | ------------------ | ------------------ | ----------- | ----------- | ----------- | ------ | ------ | ------ |
| gen.-giu. 2007       | Sheffield Utd        | PL                   | 4          | 0          | FACup+CdL       | -               | -               | -                  | -                  | -                  | -           | -           | -           | 4      | 0      |        |
| 2007-2008            | Sheffield Utd        | FLC                  | 15         | 1          | FACup+CdL       | 3+3             | 1+2             | -                  | -                  | -                  | -           | -           | -           | 21     | 4      |        |
| Totale Sheffield Utd | Totale Sheffield Utd | Totale Sheffield Utd | 19         | 1          |                 | 6               | 3               |                    | -                  | -                  |             | -           | -           | 25     | 4      |        |
| ago.-dic. 2008       | Vålerenga            | ES                   | 11         | 2          | CN              | 1               | 1               | -                  | -                  | -                  | -           | -           | -           | 12     | 3      |        |
| gen.-giu. 2009       | Aalborg              | SL                   | 11         | 1          | CD              | 2               | 1               | CU                 | 4                  | 2                  | -           | -           | -           | 17     | 4      |        |
| ago.-dic. 2009       | Vålerenga            | ES                   | 9          | 3          | CN              | 1               | 0               | -                  | -                  | -                  | -           | -           | -           | 10     | 3      |        |
| 2010                 | Vålerenga            | ES                   | 28         | 12         | CN              | 1               | 0               | -                  | -                  | -                  | -           | -           | -           | 29     | 12     |        |
| gen.-lug. 2011       | Vålerenga            | ES                   | 10         | 0          | CN              | 2               | 1               | UEL                | -                  | -                  | -           | -           | -           | 12     | 1      |        |
| Totale Vålerenga     | Totale Vålerenga     | Totale Vålerenga     | 58         | 17         |                 | 5               | 2               |                    | -                  | -                  |             | -           | -           | 63     | 19     |        |
| 2011-2012            | Karabükspor          | SL                   | 28         | 5          | CT              | 0               | 0               | -                  | -                  | -                  | -           | -           | -           | 28     | 5      |        |
| 2012-2013            | Karabükspor          | SL                   | 19         | 5          | CT              | 1               | 0               | -                  | -                  | -                  | -           | -           | -           | 20     | 5      |        |
| Totale Karabükspor   | Totale Karabükspor   | Totale Karabükspor   | 47         | 10         |                 | 1               | 0               |                    | -                  | -                  |             | -           | -           | 48     | 10     |        |
| 2013-2014            | Volga N.N.           | PL                   | 18         | 2          | CR              | 0               | 0               | -                  | -                  | -                  | -           | -           | -           | 18     | 2      |        |
| 2014-2015            | Volga N.N.           | 1D                   | 5          | 0          | CR              | 0               | 0               | -                  | -                  | -                  | -           | -           | -           | 5      | 0      |        |
| Totale Volga N.N.    | Totale Volga N.N.    | Totale Volga N.N.    | 23         | 2          |                 | 0               | 0               |                    | -                  | -                  |             | -           | -           | 23     | 2      |        |
| Totale carriera      | Totale carriera      | Totale carriera      | ?          | ?          |                 | ?               | ?               |                    | ?                  | ?                  |             | -           | -           | ?      | ?      |        |

## Palmarès

### Club

#### Competizioni nazionali
- Svenska Cupen: 1

Helsingborg: 2006
- Norgesmesterskapet: 1

Vålerenga: 2008

#### Competizioni internazionali
- Campionato per club CFU: 1

Harbour View: 2004